# Platystoma suave
Platystoma suave är en tvåvingeart som beskrevs av Friedrich Hermann Loew 1873. Platystoma suave ingår i släktet Platystoma och familjen bredmunsflugor.
Artens utbredningsområde är Uzbekistan. Inga underarter finns listade i Catalogue of Life.